# Sven-Eric Liedman
Sven-Erik Oskar Liedman, född 1 juni 1939 i Karlskrona stadsförsamling, är en svensk idéhistoriker. Han är son till kyrkoherden Elvir Liedman.

## Verksamhet och inriktning
Sven-Eric Liedman undervisades av Gunnar Aspelin och skrev sin licentiatavhandling (om Eduard von Hartmann) i filosofi, men övergick till att doktorera i idé- och lärdomshistoria vid Göteborgs universitet 1966. Han var professor i detta ämne vid Göteborgs universitet 1979–2006.
Liedman är en flitig författare, som kombinerat sin akademiska bana med ett omfattande recensions- och debattskriftställarskap. Han kom tidigt att sympatisera med marxismen men markerade distans till 1970-talets maoistiska och extremt egalitära riktningar. Motsatsernas spel (2 band, 1977) behandlar Friedrich Engels ideologiska och vetenskapliga teorier som under lång tid traderades vidare som en integrerad del av det marxistiska kärnarvet och därmed etablerade en, enligt Liedman och många moderna forskare, okritisk och stel tilltro till förmarxistiska filosofiska element inom 1900-talets vänsterideologier, till exempel en naiv utvecklingsoptimism och scientism.
Liedman har ägnat stort intresse åt kunskapsteori samt mediekritik och ideologikritik. Han har i sin universitetsundervisning ägnat stort utrymme åt olika betydelser av ideologibegreppet i föreläsningar och kompendier. Utanför forskarkretsar är han känd för en rad böcker som kombinerat idéhistoriska och semiotiska perspektiv, till exempel I skuggan av framtiden (1997; se nedan) och Ett oändligt äventyr (2001). Frihetens herrar, frihetens knektar (1982) och Att se sig själv i andra (1999) undersöker politiska idéer och deras kulturella och moraliska förutsättningar men har också inslag av aktuell polemik. För flera generationer av studenter är Liedman känd som författare till en många gånger uppdaterad lärobok i politisk idéhistoria som sedan 1972 kommit ut under titeln "Från Platon till..." - det sista ordet i titeln ändrades för varje ny reviderad upplaga. Den första hette Från Platon till Lenin, sedan kom Från Platon till Mao Zedong, Från Platon till Reagan, Från Platon till Gorbatjov, Från Platon till kommunismens fall, Från Platon till kriget mot terrorismen och nu senast Från Platon till demokratins kris. Liedman är även en uppskattad föredragshållare och medarbetade under många år på Sydsvenskans kultursida.
Sven-Eric Liedman har ibland lite tillspetsat sagt att han inte vill kalla sig marxist utan marxian. Med detta menar han att man normalt kallar efterföljare till tyskspråkiga filosofer -ianer eller -aner - till exempel lutheraner, kantianer, hegelianer, weberianer, freudianer, jungianer osv. Anhängare till franska filosofiska riktningar kallas däremot -ister, till exempel strukturalister, existentialister, postmodernister m.m. Eftersom det var en grupp franska Marxanhängare som först kallade sig marxister har detta blivit den vedertagna beteckningen på Marx efterföljare, något Liedman anser vara fel.

## Tankar om upplysning
I I skuggan av framtiden, som är introduktion till en löst sammanhållen trilogi med den inofficiella namnet "Människan i världen", presenterar Liedman begreppen hård respektive mjuk upplysning. Den hårda upplysningen sker inom det rent tekniskt/instrumentella. Här tycks framsteg vara mer eller mindre lovade. Diverse upplysningsförfattares förhoppningar om hur framtiden skulle kunna se ut, då det gäller det rent tekniska, har i många fall överträffats, med råge. Vissa av dessa upplysningens män, exempelvis Nicolas de Condorcet, antog att framsteg inom det mätbara (hårda) per automatik ger en lyckligare mänsklighet. Det skulle, som Condorcet säger, kunna finnas en "Lyckokalkyl", genom vilken varje individs val avgörs utifrån en matematisk beräkning där "allas lycka" står som det högsta goda. Tanken är, i stora drag, att då samtliga människor, tack vare tekniska och naturvetenskapliga framsteg, lever härliga och lätta liv, så kommer orättvisor per automatik att utrotas, ty om alla har det bra kommer ingen att ha anledning att leva på bekostnad av någon annans lidande. Att världen är full av orättvisor beror alltså inte på något mer än att där finns underliggande materiella orättvisor, vilka en hård upplysning kan överbrygga. 
Den mjuka upplysningen är således den mer diffusa "moraliska", analyserande, värderande upplysningen, den som inte kan mätas, och till vilken områden såsom konst, litteratur, samhällsvetenskap, och allehanda humaniora hör. Här finner vi en representant hos Kant; vilken i sin "Svar på frågan - vad är upplysning" fastslår att en offentlig debatt är högst relevant för ett samhälles välmående. Liedman visar hur framgång inom det ena inte per automatik leder till framgång inom det andra; bättre kärnkraftsteknik kan leda till såväl massdöd som bättre levnadsstandard. Då det gäller den moderna debatten kring upplysningsidén tar Liedman bl.a. upp Habermas och Lyotard, där den förstnämnde i kantiansk anda menar att en mjuk upplysning, via samtalet, ännu är möjlig. Lyotard, å andra sidan, ser upplysningsprojektet som fullständigt kört i botten - vi har lämnat alla tankar på det moderna projektet, med dess krav på hederlighet och rationalitet i politisk och kulturell debatt, bakom oss, och befinner oss istället i ett "postmodernt tillstånd".

## Priser och utmärkelser
- 1997 – Augustpriset
- 2002 – Kellgrenpriset
- 2004 – Wettergrens Bokollon
- 2005 – Lotten von Kraemers pris
- 2008 – Svenska Akademiens nordiska pris[7]
- 2011 – Tegnérpriset
- 2011 – Göteborgs Stads Förtjänsttecken